# Cuntis
Cuntis es un municipio de España perteneciente a la provincia de Pontevedra, en la comunidad autónoma de Galicia. 

## Localización
Se encuentra situado a 27 km al norte de la capital provincial y forma parte de la comarca de Caldas. Limita con el municipio de La Estrada por el norte y este. Al sur con los de Campo Lameiro y Moraña y al oeste con Caldas y Valga. 

## Geografía
El municipio tiene una extensión aproximada de 80 km². 

## Geografía humana

### Demografía
Cuenta con una población de 4515 habitantes (INE 2024).
| Gráfica de evolución demográfica de Cuntis entre 1842 y 2021 |
| |
| Población de derecho según los censos de población del INE Población de hecho según los censos de población del INEEn este censo se denominaba Baños de Cuntis: 1842 |

### Parroquias
Parroquias que forman parte del municipio:
- Arcos (San Breixo)
- Ciquiril[4]
- Couselo (San Miguel)
- Cuntis (Santa María)
- Estacas (San Fiz)
- Piñeiro (San Mamede)
- Portela (Santa Eulalia)
- Troáns[4]

## Patrimonio
Es conocido por sus aguas termales y por su balneario, al que cada año acuden gran número de turistas. También destaca su parque arqueológico de Castrolandín, actualmente en fase de excavación por parte de la Universidad de Santiago. 